# Вершафелтия
Вершафе́лтия блестя́щая (лат. Verschaffeltia splendida) — деревянистое растение, вид монотипного рода Вершафелтия (Verschaffeltia) семейства Пальмовые (Arecaceae).
Род назван в честь бельгийского садовника Амбруаза Вершафелта (нем. Ambroise Verschaffelt, 1825—1886)
Растение распространено только на Сейшельских островах. Находится под угрозой потери мест обитания.
Синонимы
Родовые
- Regelia hort. ex H.Wendl., nom. inval.

Видовые
- Regelia magnifica H.Wendl.
- Regelia majestica auct.
- Regelia princeps Balf.f.
- Stevensonia viridifolia Duncan